# Terebrasabella heterouncinata
Terebrasabella heterouncinata är en ringmaskart som beskrevs av Fitzhugh och Rouse 1999. Terebrasabella heterouncinata ingår i släktet Terebrasabella och familjen Sabellidae. Inga underarter finns listade i Catalogue of Life.